# 대한민국 형사소송법 제96조
대한민국 형사소송법 제96조는 임의적 보석에 대한 형사소송법의 조문이다.

## 조문
제96조(임의적 보석) 법원은 제95조의 규정에 불구하고 상당한 이유가 있는 때에는 직권 또는 제94조에 규정한 자의 청구에 의하여 결정으로 보석을 허가할 수 있다.  <개정 1995.12.29.>

第96條(任意的 保釋) 法院은 第95條의 規定에 不拘하고 相當한 理由가 있는 때에는 職權 또는 第94條에 規定한 者의 請求에 依하여 決定으로 保釋을 許可할 수 있다.  <개정 1995.12.29.>

## 참고 문헌
- 손동권 신이철, 새로운 형사소송법(초판, 2013), 세창, 2013. ISBN 9788984114081